# Wojciech Mrozowicz
Wojciech Mrozowicz (ur. 1958) – polski historyk, specjalizujący się w historii średniowiecza oraz naukach pomocniczych historii, zwłaszcza edytorstwie, kodykologii, źródłoznawstwie; nauczyciel akademicki związany z Uniwersytetem Wrocławskim.

## Życiorys
Jest absolwentem i pracownikiem naukowym Instytutu Historycznego Uniwersytetu Wrocławskiego. Stopień naukowy doktora nauk humanistycznych w zakresie historii uzyskał w 1997 roku na podstawie pracy pt. Kronika kanoników regularnych w Kłodzku (na tle dziejopisarstwa augustiańskiego Śląska i krajów sąsiednich), której promotorem był prof. Wacław Korta. W 2012 roku Rada Wydziału Nauk Historycznych i Pedagogicznych Uniwersytetu Wrocławskiego nadała mu stopień naukowy doktora habilitowanego nauk humanistycznych w zakresie historii o specjalności: historia średniowieczna i nauki pomocnicze historii, na podstawie cyklu artykułów poświęconych tradycji historiograficznej średniowiecznego Śląska. Aktualnie zatrudniony jest jako profesor nadzwyczajny w Zakładzie Historii Polski i Powszechnej do końca XV wieku w Instytucie Historycznym Uniwersytetu Wrocławskiego.

## Dorobek naukowy
Wojciech Mrozowicz w swojej pracy naukowej zajmuje się dziejopisarstwem średniowiecznym, a zwłaszcza polskim i śląskim, edytorstwem źródeł historycznych, kodykologią, hagiografią średniowieczną, historią średniowiecznego Śląska i Polski, historią monastycyzmu, w tym zwłaszcza zgromadzenia kanoników regularnych św. Augustyna. Do jego najważniejszych publikacji należą:
- Catalogus codicum medii aevi manuscriptorum qui in Bibliotheca Universitatis Wratislaviensis asservantur, vol. 1–2, Wrocław 1998-2004 (współautor).
- Mittelalterliche Handschriften oberschlesischer Autoren in der Universitätsbibliothek Breslau/Wrocław (Archivreihe der Stiftung Haus Oberschlesien, 5), Heidelberg 2000.
- Kronika klasztoru kanoników regularnych w Kłodzku. Ze studiów nad średniowiecznym dziejopisarstwem klasztornym, Wrocław 2001.
- Cronica monasterii canonicorum regularium (s. Augustini) in Glacz, Centrum Badań Śląskoznawczych i Bohemistycznych Uniwersytetu Wrocławskiego, Wrocław 2003.
- Krypta wirtemberska w kościele zamkowym w Oleśnicy, Oleśnica-Wrocław 2004.
- Oleśnica od czasów najdawniejszych po współczesność, Wrocław 2006 (współautor).
- Kraina nad Widawą. Bierutowskie dzieje od czasów najdawniejszych po współczesność, Oficyna Wydawnicza Atut/Wrocławskie Wydawnictwo Oświatowe, Bierutów 2010 (współautor).
- Syców i okolice od czasów najdawniejszych po współczesność (wraz z Teresą Kulak), Wrocław/Syców 2000 ISBN 83-87299-26-X.
- Legenda o św. Jadwidze = Legende der hl. Hedwig, Wydawnictwo Dolnośląskie, Wrocław 2000.
- Kaspar Borgeni, Rocznik głogowski do roku 1493 (Annales Glogovienses bis z. J. 1493), przekład, oprac. i wstęp, Głogów 2013.

Zastępca redaktora naczelnego czasopisma „Śląski Kwartalnik Historyczny Sobótka” (do 2017 r.).